# 切罗塔纳罗
切罗塔纳罗（義大利語：Cerro Tanaro），是意大利阿斯蒂省的一个市镇。总面积4.69平方公里，人口648人，人口密度138.2人/平方公里（2009年）。ISTAT代码为005036。